# دة نار (كاشان)
دة نار هي قرية في مقاطعة كاشان، إيران. في تعداد عام 2006، لوحظ وجودها، ولكن لم يتم الإبلاغ عن سكانها.